# José Manoel do Rosário
José Manoel do Rosário (Rio de Janeiro, 20 de março de 1808 – Rio de Janeiro, 15 de abril de 1855) foi um farmacêutico brasileiro.
Formado em farmácia em 1826. Foi eleito membro da Academia Nacional de Medicina em 1835, com o número acadêmico 46, na presidência de Joaquim Cândido Soares de Meireles.